# Мала Циганлија
Мала Циганлија је полуострво у Београду, које се налази на територији општине Нови Београд.

## Локација
Мала Циганлија је полуострво које се налази на левој обали реке Саве, дугачко свега 1 км и широко 200 метара. Полуострво обухвата мали залив „Бежанијски зимовник“, где се налазе објекти бродоградилишта Београд. Технички, то је проширење новобеоградског блока 69.

## Карактеристике
Некада потпуно ненастањено и пошумљено подручје, његова западна половина је у последњих 20 година потпуно урбанизовано и индустријализовано, највише поводом проширења бродоградилишта и настанка све више објеката за продају шљунка на левој обали Саве. Источна половина полуострва је још увек углавном нетакнута и преко ње пролази Нови железнички мост. Име „Мала Циганлија“ добило је по угледу на много веће и познатије суседно полуострво, Ада Циганлија.